# Торри (мифология)
Торри (исландское произношение: [ˈθɔrrɪ]) — олицетворение мороза в скандинавской мифологии, а также название четвёртого зимнего месяца (с середины января до середины февраля) в исландском календаре.
В саге об Оркнейингах (написанной в XIII веке) Торри — легендарный скандинавский король, сын Снэра («Снега») Старого, потомка Форньота. Торри был отцом двух сыновей по имени Нор и Гор, а также дочери Гои («тонкий снег, след-снег»).
В саге Hversu Noregr byggðist («Как была заселена Норвегия», XII век) говорится, что Торри был древним королём Финляндии (до XVIII века термин относился только к Варсинайс-Суоми), Кэнландии (располагалась к северу от Финляндии, в Сатакунте) и Готланда. «Кенир» в середине зимы приносил ежегодную жертву Торри.
Название месяца и жертвоприношения, Торраблот, произошли от имени Торри. Сага об Оркнейингах, напротив, утверждает, что Торраблот был основан Торри.
Имя Торри долгое время связывалось с именем Тора, скандинавского бога грозы или олицетворения грома. Вероятно, Торраблот изначально был жертвоприношением, посвященным Тору, а фигура Торри является вторичной этимологией, происходящей от названия жертвоприношения. Нильссон считает, что Торри как олицетворение мороза и Гои как «дорожка-снег» было характерно для Исландии.
Языческое жертвоприношение Торраблот исчезло с христианизацией Исландии, но в XIX веке в романтическом национализме был введён фестиваль середины зимы под названием Торраблот, который популярен в современной Исландии с 1960-х годов. Он связан с выбором традиционных блюд, называемых Торраматур. Независимо от реальной этимологии, популярно объяснение имени Торри как уменьшительного от теонима Тор. На Торраблоте остается обычной практикой произносить тост в честь Тора.